# Serhij Kuźmik
Serhij Serhijowycz Kuźmik, ukr. Сергій Сергійович Кузьмік (ur. 17 czerwca 1995 w Kijowie) – ukraiński hokeista, reprezentant Ukrainy.

## Kariera
- Biłyj Bars Biała Cerkiew (2010-2013)
- HK Krzemieńczuk (2013-2014)
- Platina Kiszynów (2014-2015)
- HK Krzemieńczuk (2014-2015)
- Donbas Donieck (2015-2016)
- HK Krzemieńczuk (2016-2017)
- Donbas Donieck (2017-2019)
- Dnipro Chersoń (2019-2020)

W 2014 grał w juniorskiej lidze rosyjskiej MHL-B w barwach mołdaewskiej drużyny z Kiszyniowa. Od 2013 zawodnik ukraińskiego klubu HK Krzemieńczuk, z którym zdobył wicemistrzostwo kraju. Od lipca 2015 zawodnik Donbasu Donieck. Od maja 2016 ponownie zawodnik HK Krzemieńczuk. Od czerwca 2017 ponownie w Donbasie. W listopadzie 2019 przeszedł do Dnipro Chersoń.
W barwach Ukrainy uczestniczył w turniejach mistrzostw świata juniorów do lat 18 w 2011 (Dywizja II), 2012 (Dywizja I), mistrzostw świata juniorów do lat 20 2013, 2014, 2015 (Dywizja I, w 2015 jako kapitan kadry), mistrzostw świata seniorów 2015, 2017 (Dywizja I).

## Sukcesy
Reprezentacyjne
- Awans do Dywizji I mistrzostw świata do lat 18: 2011

Klubowe
- Srebrny medal mistrzostw Ukrainy: 2015, 2017 z HK Krzemieńczuk
- Złoty medal mistrzostw Ukrainy: 2016, 2018, 2019 z Donbasem Donieck

Indywidualne
- Mistrzostwa Świata Juniorów w Hokeju na Lodzie 2015/I Dywizja#Grupa B:
  - Pierwsze miejsce w klasyfikacji kanadyjskiej w ramach reprezentacji Ukrainy na turnieju: 5 punktów[6]
- Mistrzostwa Ukrainy w hokeju na lodzie 2015:
  - Pierwsze miejsce w klasyfikacji asystentów w fazie play-off: 8 asyst[7]
  - Drugie miejsce w klasyfikacji kanadyjskiej w fazie play-off: 9 punktów[8]